# Timezrit (Boumerdès)
Timezrit (în arabă تمزريت) este o comună din provincia Boumerdès, Algeria.
Populația comunei este de 9.991 de locuitori (2008).